# Route nationale 73 (Belgique)
Pour les articles homonymes, voir Route nationale 73.
La route nationale 73 est une route nationale de Belgique qui relie Kessenich (Kinrooi) à Tessenderlo au niveau de l'autoroute A13.

## Description du tracé

### Communes sur le parcours
- Région flamande
  -  Province de Limbourg
    - Kinrooi
    - Brée
    - Meeuwen-Gruitrode
    - Peer
    - Hechtel-Eksel
    - Bourg-Léopold
    - Beringen
    - Ham
    - Tessenderlo

## Statistiques de fréquentation
| BK | Début | Fin | Trafic moyen journalier (6h–22h, en milliers), | Trafic moyen journalier (6h–22h, en milliers), | Trafic moyen journalier (6h–22h, en milliers), | Trafic moyen journalier (6h–22h, en milliers), | Trafic moyen journalier (6h–22h, en milliers), | Trafic moyen journalier (6h–22h, en milliers), | Trafic moyen journalier (6h–22h, en milliers), |
| BK | Début | Fin | 1985                                           | 1990                                           | 1995                                           | 2000                                           | 2005                                           | 2010                                           | 2015                                           |
| -- | ----- | --- | ---------------------------------------------- | ---------------------------------------------- | ---------------------------------------------- | ---------------------------------------------- | ---------------------------------------------- | ---------------------------------------------- | ---------------------------------------------- |